# Скално валаби
Скално валаби, още каменно кенгуру, малко скално кенгуру или малко ръждиво кенгуру (Petrogale concinna), е вид бозайник от семейство Кенгурови (Macropodidae).

## Разпространение
Разпространени са в няколко изолирани области в северната част на Австралия.

## Описание
Те са едни от най-дребните кенгурута и обикновено имат сив цвят с ръждив оттенък и черни петна по тялото. Активни са главно през нощта и се хранят с трева и друга растителна храна.